# Plan de protection de l'atmosphère
Pour les articles homonymes, voir PPA.
Un plan de protection de l'atmosphère (ou PPA) est en France un document administratif obligatoire pour certaines collectivités (toute agglomération de plus de 250 000 habitants, et autres zones du pays où les valeurs limites et les valeurs cibles sont dépassées ou risquent de l'être). Instauré par la loi LAURE (Loi sur l'Air et l'Utilisation Rationnelle de l'Énergie) en 1996, il est juridiquement opposable, et doit être élaboré dans certaines zones, dans les trois cas suivants : 
- la zone connaît des dépassements des valeurs limites et/ou des valeurs cibles de la qualité de l'air ;
- la zone risque de connaître des dépassements ;
- la zone englobe une ou plusieurs agglomérations de plus de 250 000 habitants où des objectifs doivent alors « ramener à l’intérieur des agglomérations de plus de 250 000 habitants ou des zones où les valeurs limites sont dépassées ou risquent de l’être, les niveaux de concentrations en polluants dans l’atmosphère à un niveau inférieur aux valeurs limites » (fixées à l’annexe I du décret modifié n° 98-360 du 6 mai 1998).

Il contient un diagnostic et un plan d'action et d'information, ainsi que des procédures d'alerte et d'évaluation ; il doit être juridiquement compatible avec les orientations du schéma régional du climat, de l'air et de l'énergie (SRCAE)  (maintenant inclus dans les SRADDET). 
Il définit pour un territoire donné des objectifs à atteindre, des mesures (réglementaires ou portées par les acteurs locaux) visant à respecter les valeurs limites fixées par l’Union Européenne (souvent inférieures aux recommandations OMS). Il n'est obligatoire que pour les agglomérations de plus de 250 000 habitants et les zones où les valeurs limites sont dépassées ou risquent de l’être, comme en Île-de-France.
Il vise à  « assurer, dans un délai qu’il se fixe, le respect des normes de qualité de l’air mentionnées à l’article L. 221-1 du code de l’environnement, dans les zones où ces normes ne sont pas respectées ou risquent de ne pas l’être », et il peut être régional et interdépartemental.
C'est un des outils programmatiques et un cadre commun aux grandes agglomérations pour la lutte contre la pollution atmosphérique et la planification de l'application de la loi sur l'air. Il doit être compatible et non conforme aux PRQA (Plan régional pour la qualité de l'air) et le(s) plan(s) de déplacements urbains (PDU).  Il concerne alors des politiques locales, régionales, nationales et européennes, qui toutes doivent aussi concourir au protocole de Kyoto, ainsi qu'à celui de Montréal. 

Il est devenu un outil complémentaire des PRSE, des plans de lutte contre le bruit, du « Plan particules », d'Ecophyto 2018. 

Il a une visée prospective, par exemple de respect des valeurs limites de qualité de l’air à l’horizon 2005 .

Les PPA déclinent et appliquent aussi via le droit français de l'environnement outre la Directive européenne 2008/50/CE), l'article 8 de la directive n° 96/62/CEE du 27 septembre 1996 concernant l'évaluation et la gestion de la qualité de l’air ambiant. 
Le PPA permet aux préfets de refuser certaines autorisations, tout en « tenant compte notamment des meilleures techniques disponibles à un coût économiquement acceptable » précise une circulaire de 2002 qui prie aussi les préfets de demander « à l’inspection des installations classées d’être particulièrement vigilante lors de l’instruction des demandes d’autorisation pour que les exploitants mettent en œuvre les meilleures technologies disponibles afin de limiter les émissions de ces polluants, particulièrement en ce qui concerne le SO2, les NOx et les COV. En ce qui concerne les installations existantes, vous engagerez des procédures pour faire réduire les émissions dès lors que cela est techniquement et économiquement possible ».

## Agglomérations concernées
- Avignon (PPA1 - 2007-2011, PPA2 - 2013-2018, PPA3 2022-2025) ;
- Arve (PPA1 - 2012-2018, PPA2 - 2019-2023) ;
- Bastia (PPA1 - 2015-2020) ;
- Bayonne (PPA1 - 2013-2018) ;
- Belfort-Montbéliard-Héricourt-Delle (PPA1 - 2013-2016) ;
- Béthune, Douai-Lens, Lille, Valenciennes (PPA1 - 2014-2020) ;
- Bordeaux (PPA1 - 2007-2011, PPA2 - 2012-2017, PPA3 - 2024-2030) ;
- Chalon-sur-Saône (PPA1 - 2015-2020) ;
- Clermont-Ferrand  (PPA1 - 2008-2014, PPA2 - 2014-2019, PPA3 - 2022-2027) ;
- Creil (PPA1 - 2015-2020) ;
- Dijon (PPA1 - 2014-2019) ;
- Grenoble (PPA1 - 2005-2010, PPA2 - 2014-2018, PPA3 - 2022-2027) ;
- Lyon (PPA1 - 2008-2014, PPA2 - 2014-2019, PPA3 - 2022-2027) ;
- Marseille-Aix-en-Provence (PPA1 - 2006-2010, PPA2 - 2013-2018, PPA3 2022-2025) ;
- Metz-Thionville (PPA1 - 2008-2013, PPA2 - 2015-2020) ;
- Montpellier (PPA1 - 2006-2011, PPA2 - 2014-2020) ;
- Nancy (PPA1 - 2008-2013, PPA2 - 2015-2020) ;
- Nantes-Saint-Nazaire (PPA1 - 2005-2012, PPA2 - 2015-2020) ;
- Nîmes (PPA1 - 2006-2020) ;
- Nice (PPA1 - 2007-2011, PPA2 - 2013-2018, PPA3 2022-2025) ;
- Niort (PPA1 - 2017-2022) ;
- Orléans (PPA1 - 2006-2011, PPA2 - 2014-2019, PPA3 - 2024-2030) ;
- Paris (PPA1 - 2006-2011, PPA2 - 2013-2015, PPA3 - 2018-2025) ;
- Poitiers (PPA1 - 2017-2022) ;
- Reims (PPA1 - 2015-2020) ;
- Rennes (PPA1 - 2015-2020) ;
- Rouen-Le Havre (PPA1 - 2014-2019) ;
- Saint-Étienne (PPA1 - 2008-2014, PPA2 - 2014-2019, PPA3 - 2023-2027)[5] ;
- Strasbourg (PPA1 - 2008-2011, PPA2 - 2014-2020) ;
- Toulon (PPA1 - 2007-2012, PPA2 - 2013-2018, PPA3 2022-2025) ;
- Toulouse (PPA1 - 2006-2011, PPA2 - 2016-2020) ;
- Tours (PPA1 - 2006-2011, PPA2 - 2014-2019, PPA3 - 2024-2030).

25 PPA ont été approuvés de février 2005 à janvier 2010.[réf. nécessaire]

## Contenu des plans de protection de l’atmosphère
Le PPA est un document de diagnostic, d'action, d'information, qui contient aussi des procédures d'alerte et d'évaluation et qui doit être juridiquement compatible avec les orientations du schéma régional du climat, de l'air et de l'énergie (SRCAE) (article L.222-4).. Il vise à  « assurer, dans un délai qu’il se fixe, le respect des normes de qualité de l’air mentionnées à l’article L. 221-1 du code de l’environnement, dans les zones où ces normes ne sont pas respectées ou risquent de ne pas l’être », et il peut être régional et interdépartemental.
Les PPA doivent 
- rassembler en un document unique toutes les informations nécessaires à l'inventaire et à l’évaluation de la qualité de l’air de la zone considérée (par la méthode de la  « charge critique » par exemple).
- lister les principales mesures préventives et correctives d’application temporaire ou permanente, pouvant réduire les émissions des sources de polluants de l'air ou permettant d'utiliser l'énergie de manière rationnelle (et donc plus efficiente) pour atteindre les objectifs fixés du plan.
- lister les mesures pérennes d’application permanente et les mesures temporaire d'urgence visant à durablement réduire la pollution de l'air et susceptibles d'être prises, dont en application de l'article L. 223-1 du Code de l'Environnement.
- définir 
  - les modalités de déclenchement des procédures d'alerte,
  - les principales mesures d’urgence concernant (tant pour les sources fixes que mobiles) susceptibles d’être prises,
  - la fréquence prévisible des déclenchements,
  - les conditions dans lesquelles les exploitants des sources fixes sont informés
  - les conditions d’information du public

## Cadre réglementaire
Le PPA s'inscrit dans le Code de l'Environnement  qui impose :  
- une concertation avec tous les acteurs intéressés par la pollution de l'air ;
- une évaluation de l'impact des mesures déjà mises en œuvre, en particulier concernant le zones de protection spéciale[7] et une évaluation connaissances en matière de connaissance des émissions dans l'air (lacunes, retard de mise à jour) ;
- un recensement des principaux émetteurs ((cadastre des émissions), du niveau de leurs émissions, avec estimation des évolutions prévisibles ;
- la production d'un bilan annuel et d’une évaluation tous les cinq ans, moment où le préfet peut mettre le plan de protection de l’atmosphère en révision.

Sur cette base, les auteurs du plan identifient des polluants ou des zones prioritaires (où le risque de dépassement des valeurs limites est le plus élevé).
Le projet de PPA est ensuite soumis à enquête publique puis le cas échéant adopté par arrêté préfectoral. Il sera ensuite périodiquement révisé, ainsi le 1er Plan de Protection de l’Atmosphère (PPA) de l’Île-de-France valait pour 2006-2011, il a été révisé et reconduit pour 2013-2016 et le 3ème PPA (2018-2025) a été approuvé par arrêté inter-préfectoral le 31 janvier 2018.

### Législation, guides de bonnes pratiques
- Décret n° 2001-449 du 25 mai 2001 relatif aux plans de protection de l’atmosphère et aux mesures pouvant être mises en œuvre pour réduire les émissions des sources de pollution atmosphérique, codifié dans les articles R222-13 à R222-36 du Code de l’Environnement.
- Circulaire du 12 août 2002 relative à l’élaboration des plans de protection de l’atmosphère
- Décret n° 85-453 du 23 avril 1985 pris pour l’application de la loi n° 83-630 du 12 juillet 1983 relative à la démocratisation des enquêtes publiques et à la protection de l’environnement, codifié au chapitre III du titre II du livre 1er du Code de l’Environnement.
- OMS, Air quality guidelines for Europe. Copenhague, Bureau régional de l’Organisation mondiale de la Santé pour l’Europe, 1987 (Publications régionales de l’OMS, Série européenne, N° 23).
- OMS, Air quality guidelines for Europe, 2e édition. Copenhague, Bureau régional de l’Organisation mondiale de la Santé pour l’Europe, 2000 (Publications régionales de l’OMS, Série européenne, N° 91).